# Thế giới khủng long: Lãnh địa
Thế giới khủng long: Lãnh địa (tựa gốc tiếng Anh: Jurassic World Dominion) là một bộ phim hành động khoa học viễn tưởng năm 2022 của Mỹ do Colin Trevorrow đạo diễn, người đã viết kịch bản cùng Emily Carmichael, dựa trên một câu chuyện của Trevorrow và cộng sự viết kịch bản của anh, Derek Connolly. Đây là phần tiếp theo của Thế giới khủng long: Vương quốc sụp đổ (2018), phần thứ sáu trong loạt phim Công viên kỷ Jura, phần cuối cùng trong bộ ba Jurassic World, và phần kết cho cốt truyện bắt đầu trong bộ ba Jurassic Park gốc. Cũng như những người tiền nhiệm của nó, Frank Marshall và Patrick Crowley sản xuất phim với Trevorrow và Công viên kỷ Jura (1993) đạo diễn Steven Spielberg đóng vai trò điều hành sản xuất. Bộ phim có sự tham gia của một dàn diễn viên bao gồm Chris Pratt, Bryce Dallas Howard, Laura Dern, Jeff Goldblum, Sam Neill, B.D. Wong, Omar Sy, Isabella Sermon, Justice Smith và Daniella Pineda đảm nhiệm vai trò của họ từ các bộ phim trước trong nhượng quyền thương mại, và họ có sự tham gia của DeWanda Wise, Mamoudou Athie, Campbell Scott, Scott Haze và Dichen Lachman. Dern, Goldblum và Neill đóng lại vai diễn của họ trong bộ ba phim Công viên kỷ Jura, xuất hiện cùng nhau lần đầu tiên kể từ bộ phim năm 1993. Phim lấy bối cảnh 4 năm sau sự kiện của Vương quốc sụp đổ, và những con khủng long hiện đang sống cùng con người trên khắp thế giới.
Bộ phim đã được lên kế hoạch vào đầu năm 2014 như là một phần của bộ ba Jurassic World trong tương lai. Phim bắt đầu quay vào tháng 2 năm 2020 nhưng bị tạm dừng vào tháng 3 do đại dịch COVID-19. Nó tiếp tục vào tháng Bảy và kết thúc bốn tháng sau đó. Các địa điểm quay phim bao gồm Canada, Pinewood Studios của Anh và đất nước Malta.
Jurassic World Dominion được công chiếu lần đầu tại Thành phố Mexico vào ngày 23 tháng 5 năm 2022, và dự kiến phát hành rạp tại Hoa Kỳ vào ngày 10 tháng 6 năm 2022 bởi Universal Pictures dưới dạng IMAX, 4DX, RealD 3D, và Dolby Cinema. Không giống như hai phần trước và giống như ba phần đầu tiên, Legendary Entertainment không tham gia sản xuất vì Universal đã kết thúc quan hệ đối tác với công ty vào năm 2019 sau khi hết hạn hợp đồng bốn năm.

## Nội dung
Bộ phim lấy bối cảnh bốn năm sau sự kiện của Thế giới khủng long: Vương quốc sụp đổ, trong đó những con khủng long biến đổi gen được bán đấu giá cho các công ty trên khắp thế giới trong khi những con khác được phóng thích, lang thang trên đất liền Hoa Kỳ. Câu chuyện diễn ra trên khắp thế giới và mô tả con người sống chung với khủng long.

## Diễn viên
- Chris Pratt trong vai Owen Grady:[15]
Một nhà tập tính học, một bác sĩ thú y Hải quân và cựu nhân viên của Jurassic World, người chịu trách nhiệm huấn luyện những con khủng long Velociraptor. Anh ta là bạn trai của Claire và là cha nuôi của Maisie.
- Bryce Dallas Howard trong vai Claire Dearing:[15]
Cựu quản lý công viên Jurassic World và là người sáng lập Nhóm Bảo vệ Khủng long. Cô là bạn gái của Owen và là mẹ nuôi của Maisie.
- Laura Dern trong vai tiến sỹ Ellie Sattler:[16]
Một nhà cổ thực vật học và một trong những nhà tư vấn đã du hành đến Công viên kỷ Jura ban đầu của John Hammond.
- Jeff Goldblum trong vai tiến sỹ Ian Malcolm:[16]
Một nhà toán học trong lý thuyết hỗn loạn và cựu cố vấn cho Công viên kỷ Jura cũng như một nhân vật quan trọng liên quan đến sự cố San Diego được mô tả trong Thế giới bị mất: Công viên kỷ Jura (1997).
- Sam Neill trong vai tiến sỹ Alan Grant:[16]
Một nhà cổ sinh vật học đã được tư vấn cho Công viên kỷ Jura và là người sống sót sau chuyến thám hiểm Isla Sorna được mô tả trong Công viên kỷ Jura III (2001).
- DeWanda Wise trong vai Kayla Watts:[17][18] Một cựu phi công Không quân, người hỗ trợ Owen và Claire trong nhiệm vụ của họ.
- Mamoudou Athie trong vai Ramsay Cole: Trưởng phòng Truyền thông của Biosyn.[19]
- BD Wong trong vai tiến sỹ Henry Wu:[20] Nhà di truyền học hàng đầu đằng sau các chương trình nhân bản khủng long tại Công viên kỷ Jura và Jurassic World.
- Omar Sy trong vai Barry Sembène:[21][22] Một huấn luyện viên động vật từng làm việc với Owen tại Jurassic World.
- Isabella Sermon trong vai Maisie Lockwood:[23]
Một bản sao của con gái của Benjamin Lockwood mà ban đầu ông đã nuôi nấng như cháu gái của mình. Trong Thế giới khủng long: Vương quốc sụp đổ (2018), cô đã thả khủng long trên đất liền Hoa Kỳ và trở thành con gái nuôi của Owen và Claire.
- Campbell Scott trong vai tiến sỹ Lewis Dodgson: Giám đốc điều hành của Biosyn Genetics, một công ty đối thủ của InGen. Nhân vật này trước đó đã được Cameron Thor thể hiện trong Công viên kỷ Jura (1993).[24]
- Justice Smith trong vai Franklin Webb:[25] Một cựu kỹ thuật viên Jurassic World và nhà hoạt động vì quyền khủng long.
- Daniella Pineda trong vai tiến sỹ Zia Rodriguez:[25] Một bác sĩ thú y và nhà hoạt động vì quyền khủng long.
- Scott Haze trong vai Rainn Delacourt[26][27]
- Dichen Lachman trong vai Soyona Santos[27][28]
- Kristoffer Polaha trong vai Wyatt Huntley[29]
- Elva Trill trong vai Charlotte Lockwood[30]
- Dimitri Thivaios[31]
- Varada Sethu trong vai Shira[32]

## Sản xuất

### Phát triển
Trong cuộc thảo luận về Thế giới khủng long (2015), giám đốc sản xuất Steven Spielberg đã nói với đạo diễn Colin Trevorrow rằng ông thích việc có thêm nhiều bộ phim được thực hiện. Tháng 4, 2014, Colin đã thông báo về việc phần hậu truyện của Thế giới khủng long đã được thảo luận: "Chúng tôi muốn tạo thứ gì đó có một chút ngẫu hứng và nhiều tập, và một thứ gì đã có khả năng tạo thành một loạt phim giống như một câu chuyện được hoàn thành." Diễn viên Chris Pratt, người đã thủ vai nhân vật Owen trong phim Thế giới khủng long, cũng đã ký hợp đồng cho các bộ phim tương lai thuộc loạt phim này. Colin đã nói về câu chuyện tình bạn trong Thế giới khủng long của Owen và Barry (được thủ vai bởi Omar Sy) cũng có thể được khai thác trong phần hậu truyện.

### Tiền kỳ
Vào tháng 2 năm 2018, đã có thông báo về một bộ phim chưa có tựa đề, sau đó đã được tiết lộ là Jurassic World 3, sẽ được ra mắt vào ngày 11 tháng 6 năm 2021. Phim đồng thời cũng thông báo về việc Colin tham gia trở thành đồng biên kịch với Emily Carmichael với kịch bản được dựa trên chính câu chuyện của anh và người bạn đồng tác giả của mình là Derek Connolly, người đã làm việc với Colin trong kịch bản của các phần Thế giới khủng long trước. Cũng giống như các phần phim trước, Frank Marshall và Patrick Crowley sẽ tiếp tục vai trò nhà sản xuất, cùng với Colin và Steven Spielberg sẽ đảm nhận vị trí giám đốc sản xuất. Ngày 30 tháng 3 năm 2018, phim công bố về việc Colin cũng sẽ trở thành người cầm trịch cho vị trí đạo diễn của phim, sau khi anh được Steven yêu cầu làm việc như vậy. Colin đã dựa trên công việc của J. A. Bayona, người đã đạo diễn phần phim trước, Thế giới khủng long: Vương quốc sụp đổ và nói rằng nó "khiến tôi trở nên muốn hoàn thành những gì mà chúng tôi đã bắt đầu".

### Kịch bản
Trong khi phát triển bộ phim Thế giới khủng long: Vương quốc sụp đổ vào năm 2015, Colin Trevorrow, giám đốc sản xuất kiêm đồng biên kịch của phim đã nói rằng Vương quốc sụp đổ có thể liên quan đến việc khủng long trở thành một nguồn tài nguyên mở, dẫn đến việc nhiều cá nhân trên thế giới tạo ra các loài khủng long của riêng họ cho nhiều mục đích sử dụng khác nhau. Một số cảnh và ý tưởng liên quan đến việc kết hợp khủng long đã bị cắt bỏ trong phần kịch bản của Thế giới khủng long: Vương quốc sụp đổ để dành cho phần phim thứ ba cũng như giữ cho câu chuyện của phần thứ hai được tập trung nguyên vẹn. Theo J. A. Bayona, "Có một số cảnh mà chúng tôi nghĩ nó giống cảnh của Thế giới khủng long 3 nên chúng tôi đã loại chúng khỏi kịch bản,. Có một số cảnh mà chúng tôi nghĩ nó sẽ tuyệt hơn khi xuất hiện ở bối cảnh nơi mà khủng long đang xuất hiện tràn lan ở mọi nơi trên thế giới. Colin thỉnh thoảng đến gặp tôi và nói 'Tôi muốn nhân vật này nói dòng này bởi vì nó là khoảnh khắc ám chỉ một số thứ mà tôi muốn sử dụng nó trong Thế giới khủng long 3'."
Colin gặp Emily vào năm 2015, sau khi anh xem một bộ phim ngắn của cô và nói "Tôi chỉ biết ngay lập tức rằng tôi yêu suy nghĩ của cô ấy." Colin còn ấn tưởng với các tác phẩm khác của Emily như Pacific Rim: Trỗi dậy (2018) hay bản làm lại của The Black Hole, và điều đó đã khiến anh quyết định chọn Emily trở thành đồng biên kịch cho Thế giới khủng long 3. Colin và Emily bắt đầu viết kịch bản vào tháng 4 năm 2018, Colin đã nói rằng Thế giới khủng long 3 sẽ trở thành một bộ phim "khoa học kịch tính," nó được miêu tả sẽ là bộ phim Thế giới khủng long phù hợp nhất với tông màu của phần phim đầu tiên trong loạt phim, Công viên kỷ Jura. Anh cũng nói rằng phim sẽ không bao gồm bất kỳ loại khủng long lai tạo nào vốn có vai trò nổi bật trong các phần phim trước của loạt phim Thế giới khủng long. Colin đã miêu tả phim giống như "một sự kỷ niệm cho tất cả mọi thứ đã tồn tại trong loạt phim từ trước đến giờ." Anh cũng miêu tả rằng nó đang là một thứ gì đó giống như các bộ phim điệp viên và so sánh nó với loạt phim Jason Bourne và James Bond

### Hậu kỳ
Sau khi việc quay phim kết thúc, Colin đã tiếp tục công đoạn hậu kỳ phim tại nhà kho đằng sau ngôi nhà của anh ấy ở Anh, nơi mà đã chuyển thành cơ sơ sản xuất hậu kỳ. Việc ra mắt của phim đã bị trì hoãn trước đó một năm bởi ảnh hưởng của đại dịch và điều này đã giúp Colin có thêm thời gian để làm việc về hiệu ứng hình ảnh, hòa âm và ghi âm như những quy trình riêng biệt, không giống như hầu hết các bộ phim.

## Âm nhạc
Các bản nhạc trong phim được sáng tác bởi Michael Giacchino, người đã đảm nhiệm vị trí này trong các phần phim Thế giới khủng long trước. Nhạc phim được thu âm tại  Abbey Road Studios ở Anh trong vòng 10 ngày, kết thúc vào tháng 5 năm 2021.

## Quảng bá
Năm phút đầu tiên của phim đã được chiếu xem trước trong ngày đầu tiên ra mắt tại Mỹ của bộ phim Fast & Furious 9: Huyền thoại tốc độ của hãng Universal. Đoạn phim được chiếu tại các rạp ở định dạng IMAX trên hơn 40 quốc gia. Việc đình kèm đoạn phim với bộ phim Fast & Furious 9: Huyền thoại tốc độ thay vì chiếu trực tuyến đã tạo nên nỗ lực để thu hút các khách xem phim trở lại rạp chiếu phim trong bối cảnh đại dịch.

## Phát hành
Jurassic World: DominionI được ấn định sẽ ra mắt tại các rạp phim bởi Universal Pictures vào ngày 10 tháng 6, 2022. Trước đó, phim đã được dự định sẽ phát hành vào ngày 11 tháng 6, 2021 nhưng sau đó đã bị trì hoãn bởi sự ảnh hưởng của đại dịch. Universal đã công bố ngày công chiếu mới của phim là 6 tháng 10 năm 2020 với sự hy vọng đảm bảo hiệu suất thành công của phòng vé, cũng như bảo vệ một bộ phim lớn với một phần phụ trợ đính kèm béo bở. Việc trì hoãn không ảnh hướng đến công đoạn sản xuất vì quá trình quay phim lúc đó chỉ còn 3 tuần tại thời điểm thông báo
Phim đồng thời cũng được dự kiến sẽ phát sóng trực tuyến trên nền tảng Peacock của Universal trong bốn tháng ra mắt tại rạp phim cũng như là một phần của thỏa thuận 18 tháng. Tiếp theo, phim sẽ được chuyển sang phát hành trên nền tảng trực tuyến Amazon Prime Video trong vòng 10 tháng trước khi trở thành Peacock trong 4 tháng cuối.

## Tương lai
Frank Marshall đã khẳng định vào tháng 3 năm 2020 rằng bộ phim Jurassic World: Dominion sẽ không phải là phần phim cuối cùng trong loạt phim và thay vào đó là sẽ là cột mốc đánh dấu cho "sự bắt đầu của một thời đại mới", nơi mà con người bắt buộc phải hòa nhập với các loài khủng long trên đất liền.